# Religion in Sierra Leone

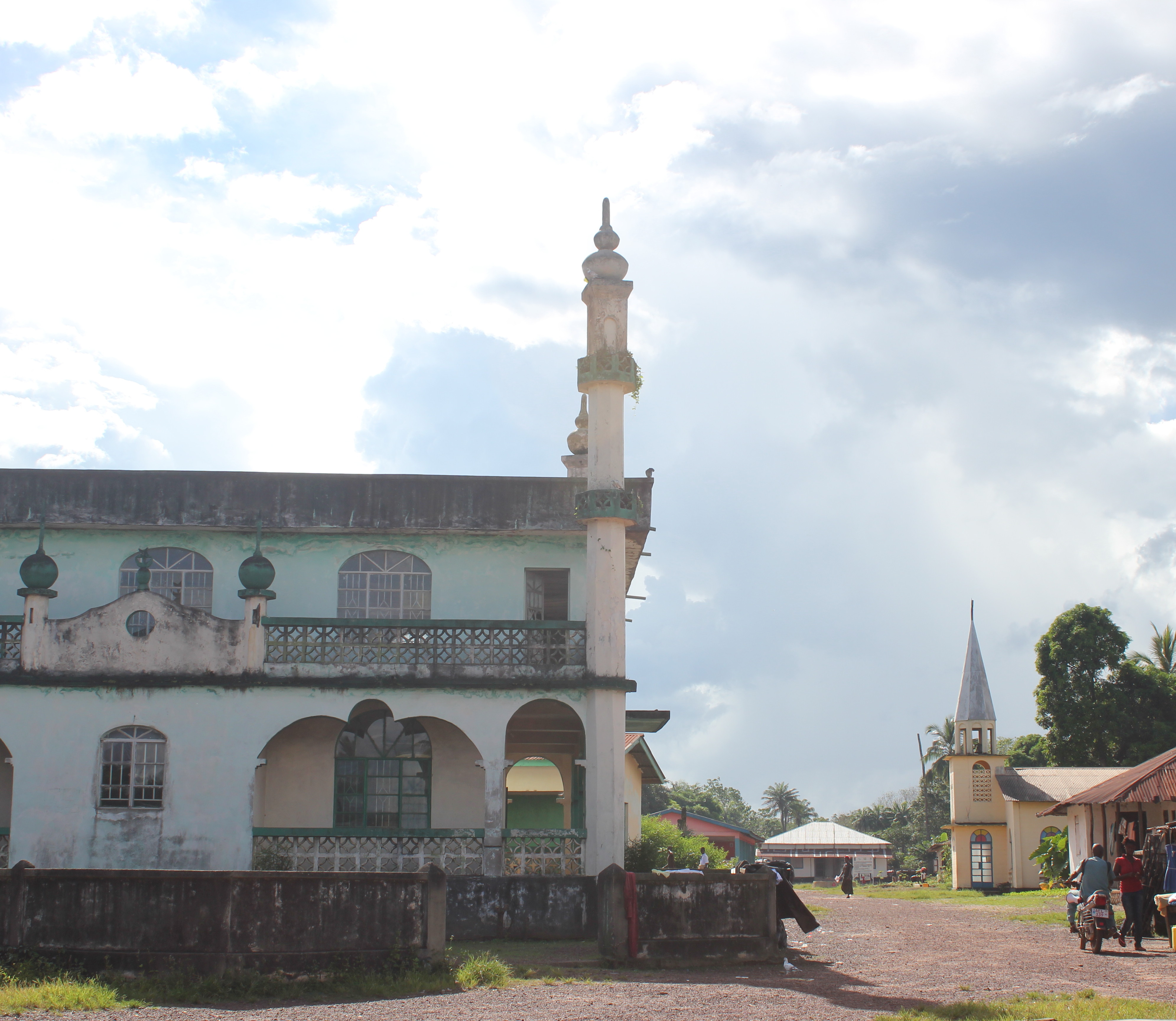
Moschee und Kirche dicht nebeneinander in Sierra Leone

Im westafrikanischen Sierra Leone herrscht per Verfassung Religionsfreiheit. 
Die größten Religionen sind der Islam und das Christentum. Einige Einwohner praktizieren den islamischen und christlichen Glauben zusammen. Der 1997 gegründete Inter-Religious Council Sierra Leone sorgt erfolgreich für die Zusammenarbeit der Religionen. Religiöse Gewalt kommt sehr selten vor.

## Islam
77 Prozent der Einwohner sind (Stand 2015) Muslime (2004 70,1 Prozent). Sie gehören größtenteils dem sunnitischen Glauben an. Islamische Minderheiten stellen die Ahmadiyya sowie Schiiten dar.

## Christentum

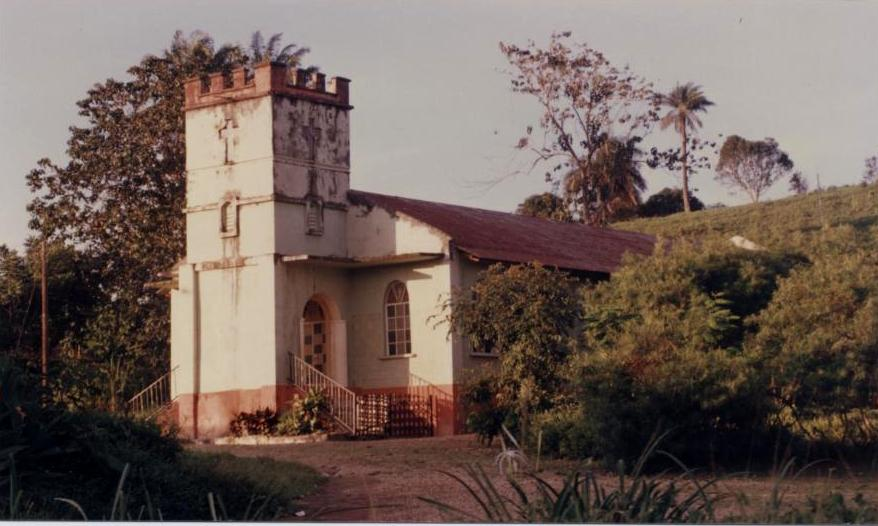
Methodistische Kirche in Yengema

Im Jahr 2013 gehörten dem Christentum als zweitgrößter Glaubensgemeinschaft etwa 20 Prozent der Bevölkerung an, zum Großteil Methodisten unterschiedlicher Kirchen, darunter 285.083 Glieder (Stand ca. 2017) der Evangelisch-methodistischen Kirche (englisch The United Methodist Church), sowie evangelikale Christen.
Die Kirchen sind mit Ausnahme der Katholischen Kirche im sierra-leonischen Kirchenrat organisiert.
Etwa neun Prozent der Christen sind Katholiken.

## Sonstige
Ethnische Religionen (Afrikanische Religionen) spielen in Sierra Leone nur noch eine untergeordnete Rolle. So gaben 2013 0,2 Prozent der Bevölkerung an, dass sie anderen Glaubens (außer Islam und Christentum) sind. Nur jeder 1000. Sierra-Leoner ist Atheist.